# (29208) Halorentz
(29208) Halorentz (1991 RT2) – planetoida z pasa głównego asteroid okrążająca Słońce w ciągu 3,35 lat w średniej odległości 2,24 j.a. Odkryta 9 września 1991 roku.